# SN 2008AX
Supernova SN 2008AX otkrivena je 3. ožujka 2008. dok je imala sjaj od + 16.1 magnituda u galaksiji NGC 4490. Supernova se nalazila oko 59" jugoistočno od središta galaksije. Maksimalni sjaj supernova je dosegla 21. ožujka i tada je iznosio + 13 magnituda. Nakon maksimuma, SN 2008AX je počela polagano tamniti da bi mjesec dana nakon otkrića, 3. travnja, imala sjaj od + 13.8 magnituda. 
Zbog povoljnog položaja galaktike NGC 4490 i relativno velikog sjaja prividnog sjaja supernove, supernovu je bilo moguće promatrati sa sjeverne hemisfere koristeći skromniju amatersku opremu. Teleskop od 15 cm pod tamnim nebom bio je dovoljan za uočavanje supernove tokom maksimuma.

## Vanjske poveznice
Aktualna promatranja supernove